# Kenchi
 Kenchi (ou Kinchi) est une localité du Cameroun située dans le département du Manyu et la Région du Sud-Ouest, à proximité de la frontière avec le Nigeria. Elle fait partie de la commune d'Akwaya et du canton de Mbolu.

## Population
La localité comptait 60 habitants en 1953, puis 48 en 1967, des Manta.
Lors du recensement de 2005, on y a dénombré 294 personnes.